# Séisme de 2010 en Basse-Californie
Le séisme de 2010 en Basse-Californie (également connu sous le nom de tremblement de terre de Pâques 2010, tremblement de terre de Sierra El Mayor de 2010 ou tremblement de terre d'El Mayor-Cucapah de 2010) survenus le dimanche 4 avril 2010 a eu lieu à 15 h 40 heure local,a causé la mort de deux personnes et fait environ cent blessés légers à Mexicali, une ville de 900 000 habitants située à la frontière avec les États-Unis. L'épicentre de ce tremblement de terre, d'une magnitude de 7,2 sur l'échelle de Richter.
Le tremblement a été localisé dans une zone peu peuplée, à 18 km de Mexicali. Selon plusieurs témoins, le séisme a duré entre 30 et 40 secondes.  Il s'agit par ailleurs du plus fort séisme à avoir secoué le sud de la Californie depuis au moins 18 ans (depuis le séisme de magnitude 7,3 de Landers en 1992 ), voire plus longtemps : le séisme comparable le plus récent, celui du comté de Kern en 1952 (de magnitude 7,3), s'est produit 58 ans plus tôt. Chacun de ces séismes avait une magnitude similaire et a également été ressenti dans une grande partie de l'Amérique du Nord. La plupart des dégâts se sont produits dans les villes jumelles de Mexicali et Calexico, à la frontière entre le Mexique et les États-Unis

## voir aussi
- United States Geological Survey
- Liste de séismes et tsunamis aux États-Unis
- Liste de séismes au Mexique
- Liste des séismes les plus meurtriers des années 2010